# Sceaux-sur-Huisne
Sceaux-sur-Huisne ist eine französische Gemeinde mit 584 Einwohnern (Stand: 1. Januar 2022) im Arrondissement Mamers im Département Sarthe in der Region Pays de la Loire. Sceaux-sur-Huisne gehört zum Kanton La Ferté-Bernard (bis 2015: Kanton Tuffé) und zum Gemeindeverband Communauté de communes du Pays de l’Huisne Sarthoise. Die Einwohner werden Scelléens genannt.

## Geographie
Sceaux-sur-Huisne liegt etwa 30 Kilometer ostnordöstlich von Le Mans am Huisne. Umgeben wird Sceaux-sur-Huisne von den Nachbargemeinden Boëssé-le-Sec im Norden, Villaines-la-Gonais im Norden und Nordosten, Saint-Maixent im Osten, Le Luart im Süden und Osten, Duneau und Vouvray-sur-Huisne im Südwesten sowie Tuffé Val de la Chéronne im Westen und Nordwesten.

## Bevölkerungsentwicklung
| 1962                      | 1968 | 1975 | 1982 | 1990 | 1999 | 2006 | 2013 |
| ------------------------- | ---- | ---- | ---- | ---- | ---- | ---- | ---- |
| 467                       | 457  | 424  | 463  | 472  | 547  | 577  | 573  |
| Quelle: Cassini und INSEE |      |      |      |      |      |      |      |

## Sehenswürdigkeiten

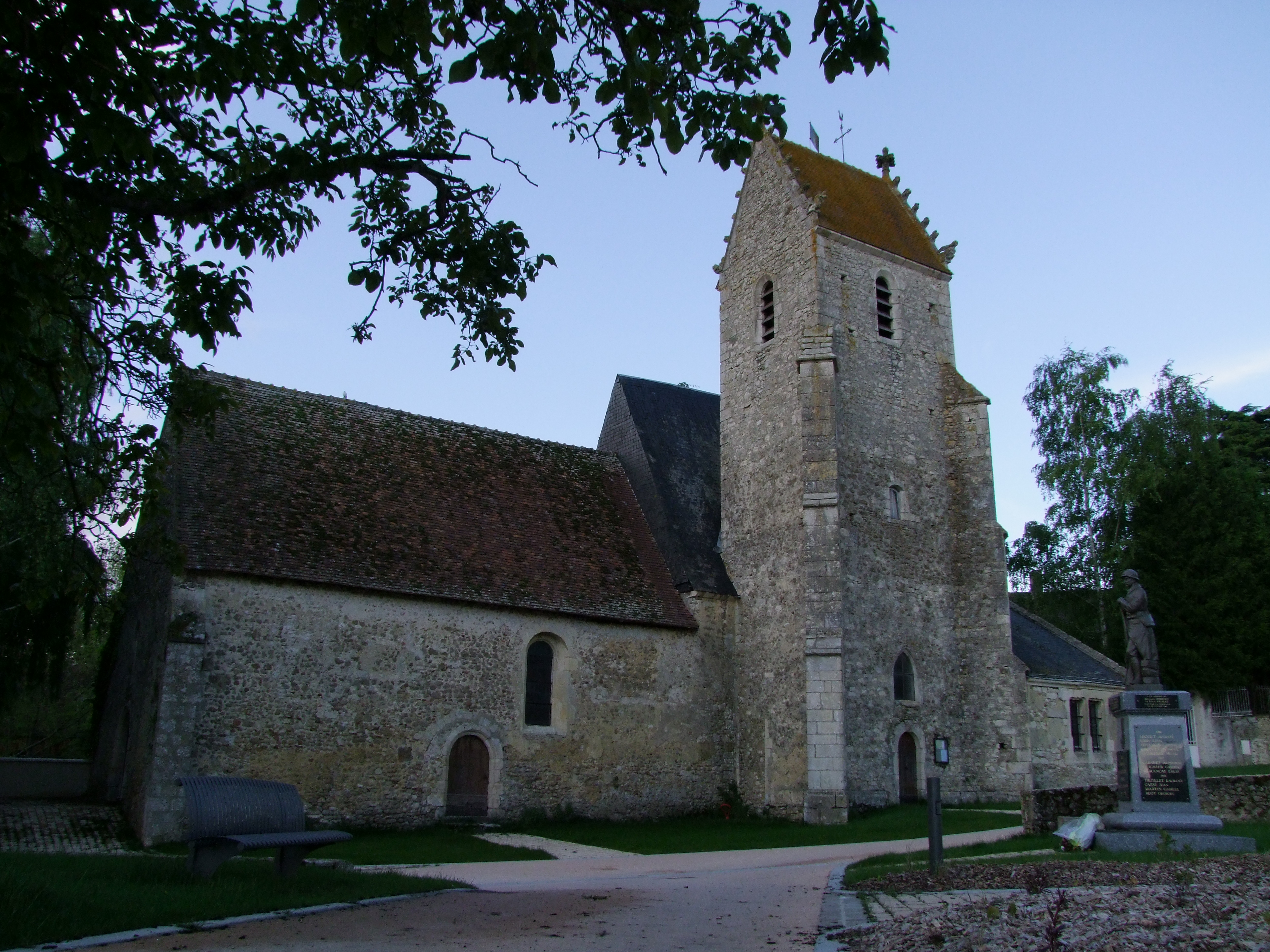
Kirche Saint-Germain

- Kirche Saint-Germain
- Reste gallorömischer Bäder

## Gemeindepartnerschaften
Mit den britischen Gemeinden Kirkby Green und Scopwick in Lincolnshire (England) bestehen Partnerschaften.